# 山下實
山下　實（やました　みのる）は、ギャンブル依存症カウンセラー。

## 来歴
高校卒業後、ホテルや工場での勤務を経て、パチンコホール会社に幹部候補性として入社、後に店長となる。その後退職し、ギャンブル依存症カウンセラーとなる。
ギャンブル依存症カウンセリング『ハートサポート』を運営。禁パチをテーマとしたメルマガ『目指せ！１００００人の禁パチ革命！』、ギャンブル依存者に対するブログ『ギャンブルは我慢したら止められない』、パチンコを元店長という視点から否定するブログ『パチンコ完全否定』などの活動を行う。2011年10月『脱パチンコ』を出版。
インターネットを中心として活動し、講演活動や対談など公の場には参加していない。

## 言葉
- 『パチンコを無くすことではなく、パチンコ依存者を無くすことが私の活動の目的』
- 『借金を返してもギャンブル依存症は治らないが、ギャンブル依存症が治れば借金は返済できる』